# Pallamano ai Giochi della XXVIII Olimpiade
I tornei olimpici di pallamano dei Giochi di Atene si sono svolti tra il 14 e il 29 agosto 2004.
Le gare sono state ospitate dalla Arena Faliro presso il complesso olimpico Faliro e, per le fasi finali, dall'arena olimpica Helliniko di Atene.
Hanno preso parte al torneo 12 formazioni maschili e 10 formazioni femminili.
Il torneo maschile è stato vinto dalla Croazia, mentre il torneo femminile è stato vinto per la terza volta consecutiva dalla Danimarca.

## Calendario
| Pallamano ai Giochi della XXVII Olimpiade | Pallamano ai Giochi della XXVII Olimpiade | Pallamano ai Giochi della XXVII Olimpiade | Pallamano ai Giochi della XXVII Olimpiade | Pallamano ai Giochi della XXVII Olimpiade | Pallamano ai Giochi della XXVII Olimpiade | Pallamano ai Giochi della XXVII Olimpiade | Pallamano ai Giochi della XXVII Olimpiade | Pallamano ai Giochi della XXVII Olimpiade | Pallamano ai Giochi della XXVII Olimpiade | Pallamano ai Giochi della XXVII Olimpiade | Pallamano ai Giochi della XXVII Olimpiade | Pallamano ai Giochi della XXVII Olimpiade | Pallamano ai Giochi della XXVII Olimpiade | Pallamano ai Giochi della XXVII Olimpiade | Pallamano ai Giochi della XXVII Olimpiade | Pallamano ai Giochi della XXVII Olimpiade | Pallamano ai Giochi della XXVII Olimpiade |
| Ago'04                                    | 14                                        | 15                                        | 16                                        | 17                                        | 18                                        | 19                                        | 20                                        | 21                                        | 22                                        | 23                                        | 24                                        | 25                                        | 26                                        | 27                                        | 28                                        | 29                                        | Totale                                    |
| ----------------------------------------- | ----------------------------------------- | ----------------------------------------- | ----------------------------------------- | ----------------------------------------- | ----------------------------------------- | ----------------------------------------- | ----------------------------------------- | ----------------------------------------- | ----------------------------------------- | ----------------------------------------- | ----------------------------------------- | ----------------------------------------- | ----------------------------------------- | ----------------------------------------- | ----------------------------------------- | ----------------------------------------- | ----------------------------------------- |
| Uomini                                    | 1ºT                                       |                                           | 1ºT                                       |                                           | 1ºT                                       |                                           | 1ºT                                       |                                           | 1ºT                                       |                                           | QF                                        |                                           |                                           | SF                                        | Fin                                       | Fin                                       | 1                                         |
| Donne                                     |                                           | 1ºT                                       |                                           | 1ºT                                       |                                           | 1ºT                                       |                                           | 1ºT                                       |                                           | 1ºT                                       |                                           |                                           | QF                                        | SF                                        | Fin                                       | Fin                                       | 1                                         |
| Totale                                    |                                           |                                           |                                           |                                           |                                           |                                           |                                           |                                           |                                           |                                           |                                           |                                           |                                           |                                           |                                           | 2                                         | 2                                         |

| Gironi preliminari | Quarti di finale | Semifinali | Finali |

## Squadre partecipanti

### Torneo maschile
|                                   | Data                         | Sede            | Posti | Qualificate                                             |
| --------------------------------- | ---------------------------- | --------------- | ----- | ------------------------------------------------------- |
| Paese organizzatore               |                              |                 | 1     | Grecia                                                  |
| Campionato mondiale 2003          | 20 gennaio - 2 febbraio 2003 | Portogallo      | 7     | Croazia Germania Francia Spagna Russia Ungheria Islanda |
| Giochi panamericani 2003          | 2-11 agosto 2003             | Rep. Dominicana | 1     | Brasile                                                 |
| Torneo africano di qualificazione | 16-20 settembre 2003         | Angola          | 1     | Egitto                                                  |
| Torneo asiatico di qualificazione | 23-29 settembre 2003         | Giappone        | 1     | Corea del Sud                                           |
| Campionato europeo 2004           | 22 gennaio - 2 febbraio 2004 | Slovenia        | 1     | Slovenia                                                |
| Totale                            |                              |                 | 12    |                                                         |

### Torneo femminile
|                                   | Data                           | Sede            | Posti | Qualificate                                   |
| --------------------------------- | ------------------------------ | --------------- | ----- | --------------------------------------------- |
| Paese organizzatore               |                                |                 | 1     | Grecia                                        |
| Campionato europeo 2002           | 6-15 dicembre 2002             | Danimarca       | 1     | Danimarca                                     |
| Giochi panamericani 2003          | 2-12 agosto 2003               | Rep. Dominicana | 1     | Brasile                                       |
| Torneo africano di qualificazione | 16-20 settembre 2003           | Angola          | 1     | Angola                                        |
| Torneo asiatico di qualificazione | 23-29 settembre 2003           | Giappone        | 1     | Cina                                          |
| Campionato mondiale 2003          | 29 novembre - 12 dicembre 2003 | Croazia         | 5     | Francia Ungheria Corea del Sud Ucraina Spagna |
| Totale                            |                                |                 | 10    |                                               |

## Risultati in dettaglio

### Torneo maschile
| Pos | Squadre       |
| --- | ------------- |
|     | Croazia       |
|     | Germania      |
|     | Russia        |
| 4   | Ungheria      |
| 5   | Francia       |
| 6   | Grecia        |
| 7   | Spagna        |
| 8   | Corea del Sud |
| 9   | Islanda       |
| 10  | Brasile       |
| 11  | Slovenia      |
| 12  | Egitto        |

### Torneo femminile
| Pos | Squadre       |
| --- | ------------- |
|     | Danimarca     |
|     | Corea del Sud |
|     | Ucraina       |
| 4   | Francia       |
| 5   | Ungheria      |
| 6   | Spagna        |
| 7   | Brasile       |
| 8   | Cina          |
| 9   | Angola        |
| 10  | Grecia        |

## Podi
| Evento           | Oro       | Argento       | Bronzo  |
| Torneo maschile  | Croazia   | Germania      | Russia  |
| Torneo femminile | Danimarca | Corea del Sud | Ucraina |

## Medagliere
| Posizione | Paese         |   |   |   | Totale |
| --------- | ------------- | - | - | - | ------ |
| 1         | Croazia       | 1 | 0 | 0 | 1      |
| 1         | Danimarca     | 1 | 0 | 0 | 1      |
| 3         | Germania      | 0 | 1 | 0 | 1      |
| 3         | Corea del Sud | 0 | 1 | 0 | 1      |
| 5         | Russia        | 0 | 0 | 1 | 1      |
| 5         | Ucraina       | 0 | 0 | 1 | 1      |
| Totale    | Totale        | 2 | 2 | 2 | 6      |